# Джессі Магдалено
Джессі Магдалено (англ. Jessie Magdaleno, 8 листопада 1991) — американський професійний боксер, чемпіон світу за версією WBO в другій легшій вазі (2016-2018).

## Професіональна кар'єра
Дебютував на профірингу 2010 року. 5 листопада 2016 року завоював титул WBO у другій легшій вазі, здобувши перемогу одностайним рішенням суддів над Ноніто Донером (Філіппіни).
28 квітня 2018 року в другому захисті титулу зустрівся в бою з Ісааком Догбо (Гана) і програв технічним нокаутом в одинадцятому раунді, втративши титул чемпіона світу. В наступних чотирьох боях здобув перемоги, у тому числі над ексчемпіоном WBA у другій легшій вазі Ріко Рамосом (Пуерто-Рико).
8 квітня 2023 року програв одностайним рішенням суддів Реймонду Форду.
4 травня 2024 року в бою за титул «тимчасового» чемпіона WBC у напівлегкій вазі програв нокаутом в дев'ятому раунді Брендону Фігероа.